# Manuel Felipe Rugeles
Manuel Felipe Rugeles (San Cristóbal, Táchira, 30 de agosto de 1903 - Caracas, 4 de noviembre de 1959) fue un escritor y periodista venezolano, cultivó la poesía y el ensayo. Pertenece a la llamada Generación del 18.

## Biografía
Cursó educación primaria en el colegio Alemán de su ciudad natal, y el bachillerato en el Liceo Simón Bolívar de esa misma ciudad. Formó parte de los poetas de la llamada Generación de 1918, uno de los firmantes del Plan de Barranquilla y fue apresado por el gobierno del general Juan Vicente Gómez en 1929, cuando publicó en el diario marabino Excelsior, artículos que no fueron del agrado del régimen. Posteriormente se exilió en Colombia, de donde regresó en 1936, después de la muerte de Gómez.
En 1937 es junto a Manuel Egaña, Pastor Oropeza y Aurelio Arreaza Arreaza, Ramón Díaz Sánchez y Arturo Uslar Pietri, uno de los promotores del Partido Agrario Nacional, de muy corta duración. Ocupó diversos cargos públicos; Secretario del Ministro de Hacienda, diputado a la Asamblea Legislativa del estado Táchira, director de Cultura y Bellas Artes del Ministerio de Educación y director de la Revista Nacional de Cultura. También en el sector privado desarrolló su actividad como director de la revista El Agricultor Venezolano y del diario Crítica. Perteneció al llamado grupo "Viernes", cuya revista fue durante algún tiempo pantalla de presentación artística de la vanguardia venezolana.
Desde 1948, acompañado de su esposa, la musicóloga Ana Mercedes Asuaje de Rugeles, desarrolló actividades en el servicio diplomático venezolano, en los Estados Unidos y Argentina. En 1955 fue galardonado con el premio municipal de poesía y el Premio Nacional de Literatura.

## Vida personal
Manuel Felipe es abuelo del escritor venezolano Eduardo Sánchez Rugeles.

## Obras

### Poesía
- Cántaro (1937)
- Oración para clamar por los Oprimidos (1939)
- Dorada Estación (1940)
- La Errante Melodía (1942)
- Aldea en la Niebla (1944)
- Plenitud (1945)
- Puerta del cielo (sonetos, 1945)
- Coplas (1947)
- Luz de tu Presencia (1947)
- Memoria de la Tierra (1948)
- Canta Pirulero (1950)
- Poetas de América cantan a Bolívar (1951)
- Lo popular y lo folclórico en la Táchira (1952)
- Sentido emocional de la patria (1953)
- Cantos de Sur y Norte (1955)
- Todo lo que está en tu vida es mi vida (1955)